# Hippodrome du Petit-Valençay
L'Hippodrome du Petit-Valençay se situe à Châteauroux (Indre).
C'est un hippodrome de plat, d'obstacles et de trot avec une piste de 1 750 m en herbe avec corde à droite. L'hippodrome est la propriété de la Société des Courses de Châteauroux (fondée en 1883) qui organise quatre réunions principales en août et septembre.